# Operazione Hummingbird - È tutto appeso a un filo
Operazione Hummingbird - È tutto appeso a un filo (The Hummingbird Project) è un film del 2018 scritto e diretto da Kim Nguyen con protagonisti Jesse Eisenberg, Alexander Skarsgård, Michael Mando e Salma Hayek.

## Trama
L'agente di borsa Vincent Zaleski propone a Bryan Taylor di investire in un cavo a fibre ottiche dalla borsa elettronica del Kansas alla borsa di New York al fine di anticipare gli ordini in una nuova operazione di trading ad alta frequenza (HFT). Taylor accetta l'idea. Nel frattempo, Vincent e suo cugino Anton Zaleski sono ancora impiegati da Eva Torres, dove Anton programma software di trading. Eva sta anche lavorando a diverse idee per HFT. Ben presto, Anton e Vincent si licenziano, facendo infuriare Eva che sostiene che qualsiasi codice creato da Anton  appartenga alla sua azienda e non a lui.
Vincent ha assunto Mark Vega per supervisionare la costruzione del tunnel del cavo in fibra ottica. Vincent occasionalmente aiuta Mark ad acquistare o affittare i diritti di atterraggio per rendere il cavo il più lineare possibile. Qualsiasi deviazione nella forma del tunnel creerà ritardi nel commercio. Anton sta lavorando duramente cercando di ridurre di 1 millisecondo il tempo necessario per gli ordini in anticipo a New York. Attualmente, il suo software lo fa in 17 millisecondi, il che non è abbastanza veloce per essere competitivo. Devono essere almeno 16 millisecondi per essere un'impresa redditizia per l'azienda di Taylor.
Eva trova uno studente dell'università di New York che ha scritto un articolo sugli impulsi a microonde per effettuare l'HFT. Lo assume e inizia il processo di costruzione di una serie di torri per fare scambi con le microonde. Mentre Vincent lotta con l'acquisizione di terreni e affronta vari problemi tecnici, gli viene diagnosticato un cancro; intanto Eva riesce a finire per prima le sue torri a microonde e inizia a gestire il mercato.
Eva si vendica anche di Anton facendolo arrestare dall'FBI per frode in borsa, utilizzando la proprietà rubata sotto forma del software che ha scritto per la sua azienda. Mentre è in prigione, scatena un bug del software utilizzato dall'azienda di Eva, causando un rallentamento di 20 millisecondi negli scambi, rendendo le sue microonde inutili. Perciò la donna fa cadere le accuse contro Anton.
Mentre Vincent si sottopone alla chemioterapia, Anton rivela che la sua prossima idea per HFT coinvolge la messaggistica sui neutrini e potrebbe ridurre il tempo da Kansas City a New York fino a 9 millisecondi.

## Produzione
Le riprese del film sono iniziate nel novembre 2017 nel Québec.

## Promozione
Il primo trailer del film viene diffuso il 18 gennaio 2019.

## Distribuzione
Il film è stato presentato al Toronto International Film Festival nel settembre 2018 e successivamente al Vancouver International Film Festival.
Verrà distribuito nelle sale cinematografiche statunitensi a partire dal marzo 2019.